# Bulgarischer Fußballpokal 2016/17
Der Bulgarischer Fußballpokal 2016/17 war die 77. Austragung des Pokalwettbewerbs im Fußball in Bulgarien. Pokalsieger wurde Botew Plowdiw. Das Team setzte sich im Finale gegen Ludogorez Rasgrad durch. Durch den Sieg qualifizierte sich Botew für die 1. Qualifikationsrunde der UEFA Europa League 2017/18.

## Modus
Bis zum Viertelfinale und im Finale wurden die Begegnungen in einem Spiel entschieden. Bei unentschiedenem Ausgang gab es eine Verlängerung von zweimal 15 Minuten und gegebenenfalls ein Elfmeterschießen.
Im Halbfinale wurde der Sieger in Hin- und Rückspiel ermittelt. Bei Torgleichheit entschied zunächst die Anzahl der auswärts erzielten Tore, danach eine Verlängerung und falls erforderlich ein Elfmeterschießen.

## Teilnehmer
| Parwa liga (14) | Wtora liga (14) | Regionalcup (4) |
| --- | --- | --- |
| - Beroe Stara Sagora - Botew Plowdiw - FC Dunaw Russe - Lewski Sofia - Lok Gorna Orjachowiza - Lokomotive Plowdiw - Ludogorez Rasgrad - PFK Montana - Neftochimik Burgas - Pirin Blagoewgrad - Slawia Sofia - Tscherno More Warna - Wereja Stara Sagora - ZSKA Sofia | - FC Bansko - Botew Galabowo - FC Botew Wraza - SFK Etar Weliko Tarnowo - Lewski Karlowo - Lokomotive Sofia - PFK Nessebar - Oborischte Panagjurischte - OFK Pomorie - Septemwri Sofia - FC Sosopol - FK Spartak Plewen - Witoscha Bistriza - Zarsko Selo Sofia | Nordwest Gruppe: - Litex Lowetsch (III) Nordost Gruppe: - Tschernomorez Baltschik (III) Südwest Gruppe: - FC Pirin Goze Deltschew (III) Südost Gruppe: - Rosowa Dolina Kasanlak (III) |

## 1. Runde
| Datum      |                                | Ergebnis              |                           |
| ---------- | ------------------------------ | --------------------- | ------------------------- |
| 20.09.2016 | Lewski Karlowo (II)            | 0:2                   | Wereja Stara Sagora (I)   |
| 20.09.2016 | FK Spartak Plewen (II)         | 0:2                   | Pirin Blagoewgrad (I)     |
| 20.09.2016 | SFK Etar Weliko Tarnowo (II)   | 1:1 n. V. (3:4 i. E.) | Neftochimik Burgas (I)    |
| 20.09.2016 | Botew Galabowo (II)            | 2:3                   | PFK Montana (I)           |
| 20.09.2016 | FC Botew Wraza (II)            | 0:4                   | Ludogorez Rasgrad (I)     |
| 20.09.2016 | Tschernomorez Baltschik (III)  | 2:5                   | Lokomotive Plowdiw (I)    |
| 21.09.2016 | Witoscha Bistriza (II)         | 1:1 n. V. (7:8 i. E.) | FC Dunaw Russe (I)        |
| 21.09.2016 | PFK Nessebar (II)              | 1:2                   | OFK Pomorie (II)          |
| 21.09.2016 | FC Bansko (II)                 | 0:1                   | FC Sosopol (II)           |
| 21.09.2016 | Septemwri Sofia (II)           | 2:0                   | Beroe Stara Sagora (I)    |
| 21.09.2016 | Lokomotive Sofia (II)          | 2:1                   | ZSKA Sofia (I)            |
| 21.09.2016 | FC Pirin Goze Deltschew (III)  | 2:6                   | Botew Plowdiw (I)         |
| 21.09.2016 | Rosowa Dolina Kasanlak (III)   | 1:2                   | Tscherno More Warna (I)   |
| 21.09.2016 | Litex Lowetsch (III)           | 2:0                   | Slawia Sofia (I)          |
| 22.09.2016 | Zarsko Selo Sofia (II)         | 0:2                   | Lewski Sofia (I)          |
| 22.09.2016 | Oborischte Panagjurischte (II) | 2:0                   | Lok Gorna Orjachowiza (I) |

## Achtelfinale
| Datum      |                         | Ergebnis              |                                |
| ---------- | ----------------------- | --------------------- | ------------------------------ |
| 25.10.2016 | Septemwri Sofia (II)    | 0:2                   | FC Dunaw Russe (I)             |
| 25.10.2016 | Lokomotive Plowdiw (I)  | 6:0                   | Oborischte Panagjurischte (II) |
| 25.10.2016 | PFK Montana (I)         | 0:4                   | Ludogorez Rasgrad (I)          |
| 26.10.2016 | Litex Lowetsch (III)    | 1:1 n. V. (4:2 i. E.) | Lokomotive Sofia (II)          |
| 26.10.2016 | Lewski Sofia (I)        | 2:3 n. V.             | Tscherno More Warna (I)        |
| 27.10.2016 | FC Sosopol (II)         | 0:1                   | Pirin Blagoewgrad (I)          |
| 27.10.2016 | Wereja Stara Sagora (I) | 1:0                   | OFK Pomorie (II)               |
| 27.10.2016 | Botew Plowdiw (I)       | 3:0                   | Neftochimik Burgas (I)         |

## Viertelfinale
| Datum      |                         | Ergebnis              |                         |
| ---------- | ----------------------- | --------------------- | ----------------------- |
| 04.04.2017 | Pirin Blagoewgrad (I)   | 0:1                   | Botew Plowdiw (I)       |
| 05.04.2017 | Litex Lowetsch (III)    | 1:1 n. V. (5:3 i. E.) | Tscherno More Warna (I) |
| 05.04.2017 | Lokomotive Plowdiw (I)  | 0:4                   | Ludogorez Rasgrad (I)   |
| 06.04.2017 | Wereja Stara Sagora (I) | 2:0                   | FC Dunaw Russe (I)      |

## Halbfinale
| Datum             |                         | Gesamt |                      | Hinspiel | Rückspiel |
| ----------------- | ----------------------- | ------ | -------------------- | -------- | --------- |
| 18.04./27.04.2017 | Ludogorez Rasgrad (I)   | 11:00  | Litex Lowetsch (III) | 4:0      | 7:0       |
| 19.04./26.04.2017 | Wereja Stara Sagora (I) | 1:2    | Botew Plowdiw (I)    | 0:1      | 1:1       |

## Finale
| Paarung           | Ludogorez Rasgrad – Botew Plowdiw |
| Ergebnis          | 1:2 (0:1) |
| Datum             | 24. Mai 2017 |
| Stadion           | Wassil-Lewski-Stadion, Sofia |
| Zuschauer         | 9.800 |
| Schiedsrichter    | Nikola Popow |
| Tore              | 0:1 Omar Kossoko (44.) 0:2 Antonio Wutow (52.) 1:2 Claudiu Keșerü (80.) |
| Ludogorez Rasgrad | Renan dos Santos – Cicinho, Joe Luis Palomino, Cosmin Moți, Natanael – Swetoslaw Djakow , Gustavo Campanharo (55. Juninho Quixadá), Marcelinho (67. Anicet Abel), Wanderson – Virgil Misidjan, Jonathan Cafú (55. Claudiu Keșerü) Cheftrainer: Georgi Dermendschiew    |
| Botew Plowdiw     | Ivan Čvorović – Zwetomir Panow, Radoslaw Tersiew, Wiktor Genew, Lasar Marin – Yaya Meledje, Latschesar Baltanow , Omar Kossoko (70. Felipe Brisola), Todor Nedelew – Krum Stojanow (84. Serkan Jussein), Antonio Wutow (64. Fernando Viana) Cheftrainer: Nikolaj Kirow |
| Gelbe Karten      | Cosmin Moți, Juninho Quixadá – Omar Kossoko, Antonio Wutow, Wiktor Genew, Ivan Čvorović |
| Platzverweise     | keine – Fernando Viana (90.+2') |